# The Racers
The Racers is een Amerikaanse dramafilm uit 1955 onder regie van Henry Hathaway. Destijds werd de film in Nederland uitgebracht onder de titel De overmoedigen.

## Verhaal
De autocoureur Gino Borgesa staat op het punt om de Grote Prijs van Napels te winnen. Juist op dat ogenblik rent er een hond het circuit op en Gino knalt tegen een muur. Hij raakt als bij wonder niet gewond, maar hij maakt wel kennis met Nicole, het baasje van de hond. Ze beginnen een relatie en zij staat bij alle wedstrijden aan zijn zijde. Gino moet echter een grote tol betalen voor zijn succes.

## Rolverdeling
| Acteur           | Personage     |
| ---------------- | ------------- |
| Kirk Douglas     | Gino Borgesa  |
| Bella Darvi      | Nicole        |
| Gilbert Roland   | Dell'Oro      |
| Cesar Romero     | Carlos Chavez |
| Lee J. Cobb      | Maglio        |
| Katy Jurado      | Maria Chavez  |
| Charles Goldner  | Piero         |
| John Hudson      | Michel Caron  |
| George Dolenz    | Graaf Salem   |
| Agnès Laury      | Toni          |
| John Wengraf     | Dr. Tabor     |
| Norbert Schiller | Dehlgreen     |